# Heike F. M. Neumann
Heike F. M. Neumann (geb. 1948 in Zella-Mehlis) ist eine deutsche Schriftstellerin.

## Leben und Wirken
Nach dem Abitur absolvierte sie eine Ausbildung zur Diplom-Bibliothekarin in Leipzig und studierte dort am Literaturinstitut. Sie arbeitete in verschiedenen Bibliotheken (Leiter d. Kreisbibliothek „Bertolt Brecht“ in Zella-Mehlis, Bereichsleiter in d. Allgemeinen Wissenschaftlichen Bibliothek d. Bezirkes Suhl), war nach 1990 am Wiederaufbau des Stadtarchivs Zella-Mehlis beteiligt und übernahm dessen Leitung.

## Werke (Auswahl)
- Tier-ABC. Kinderbuch. Mit einem großen Poster. Zella-Mehlis 2009. ISBN 978-3-00-029254-5
- Pflanzen-ABC. Kinderbuch. Gelnhausen 2010. ISBN 978-3-86683-913-7
- Pegasus. Kinderbuch. Erfurt 2015. ISBN 978-3-942401-82-1
- Eine liebende Frau.Liebesgedichte, mit 8 Werken von Gerd Mackensen. Erfurt 2015. ISBN 978-3-942401-91-3
- Die Dauer des Augenblicks. Roman. Erfurt 2017. ISBN 978-3-946219-16-3
- Die Dauer des Augenblicks. Roman.verb. 2. Auflage. Erfurt 2017. ISBN 978-3-946219-25-5
- Das Prinzenbuch. Märchenhafte Geschichten, mit Holzschnitten und Farblinolschnitten von Gabriele Just. Gotha 2018. ISBN 978-3-947492-06-0
- Friedenswaisen. 73 Gedichte, mit 14 Werken von Harald Reiner Gratz. Erfurt 2020. ISBN 978-3-946219-41-5
- Das Prinzenbuch. Märchenhafte Geschichten, mit Holzschnitten und Farblinolschnitten von Gabriele Just. 2. Auflage, Gotha 2021. ISBN 978-3-947492-06-0
- Da fand ich seinen Schatten oder die Anwesenheit von Licht, Über Engel. Lyrik und Prosa, Illustration, Vor- u. Nachwort. Erfurt 2021. ISBN 978-3-946219-56-9
- Wie der Osterhase in die Welt kam. Kinderbuch, Zeichnungen Sabine Riemenschneider. Erfurt 2022. ISBN 978-3-946219-57-6
- Die Froschprinzessin und das Krokodil. Tiermärchen, Zeichnungen Sabine Riemenschneider. Erfurt 2023. ISBN 978-3-946219-64-4
- Die Suche nach der blauen Blume, Märchen- und Sagenhaftes aus Thüringen, Illustration Dagmar Lueke. Arnstadt 2023. ISBN 978-3-945068-95-3